# Dulhan Hum Le Jayenge
Dulhan Hum Le Jayenge (Hindi दुल्हन हम ले जाएंगे dulhan ham le jāeṅge; wörtl.: Ich werde die Braut mitnehmen) ist ein Hindi-Film von David Dhawan aus dem Jahr 2000.  

## Handlung
Sapna ist Waise und wächst bei ihren drei fürsorglichen aber exzentrischen Onkeln auf. Dem Priester Prabhu, dem Fitnessfanatiker Bhola und dem immer rumtanzenden Vicky. Jeder hat einen eigenen Lebensstil, den sie auch Sapna aufdrängen wollen, und eine andere Vorstellung von dem Mann, den Sapna heiraten soll. Sapna hält es deshalb zu Hause nicht mehr aus und läuft weg, um wenigstens für eine Weile so zu leben, wie sie es möchte. Sie will eine Europareise machen. Seth Oberoi möchte Sapna gern zu seiner Schwiegertochter machen, aber Sapnas Onkels haben seinen Vorschlag abgelehnt ohne seinen Sohn Raja überhaupt kennengelernt zu haben. Um den Wunsch seines Vaters trotzdem zu erfüllen, verspricht Raja ihm, dass er es schaffen wird, Sapna zu heiraten, und folgt ihr unerkannt nach Europa, wo sich beide kennenlernen und verlieben.